# Anacithara ione
Anacithara ione é uma espécie de gastrópode do gênero Anacithara, pertencente a família Horaiclavidae.